# Монитор (вид кораб)
Вижте пояснителната страница за други значения на Монитор.
Мониторите са вид тежкобронирани военни кораби, популярен през 19 век. Понякога биват наричани и „плаващи батареи“, тъй като са предназначени за артилерийска поддръжка на наземни боеве и обстрел на брегови съоръжения и имат ниски мореходни качества. Наричат се така по името на един от първите от този тип – американския боен кораб „Монитор“.